# Sne
|  | Sne er også et slangudtryk for kokain |
Sne er porøst, frosset vand, der i form af snefnug falder som nedbør. Hvert snefnug består af snekrystaller. Det påstås, at der aldrig er to, der er ens. Fordi sne er sammensat af små, ru partikler, er den et kornet materiale. Dens struktur er åben, og sne er blød, medmindre det udsættes for eksternt tryk.
Sne dannes i almindelighed, når vanddamp fryser omkring en urenhed højt oppe i jordens atmosfære ved temperaturer under 0 °C (uden først at passere flydende form) og derefter falder ned til jordoverfladen. Som nedbør kan sne være blandet med regn, og nedbøren betegnes så som slud.

## Udbredelse
Sandsynligheden for snefald varierer efter årstiden, stedet og andre geografiske faktorer som breddegrad og højde over havet. På breddegraderne nærmest ækvator er sandsynligheden for snefald mindst, og bredderne 35° N og 40° S nævnes som grove grænser. I almindelighed ligger grænsen for snedækket ved vestvendte kyster af store kontinenter på højere bredde end ved de østvendte.
Vedvarende snedække påvirkes af faktorer som landskabets hældning, mængde af snefald og vindens styrke og retning. Da temperaturen falder med højden, kan høje bjerge meget tæt ved ækvator have evig sne på toppen fra omkring 5.300 meters højde. Eksempler er Kilimanjaro i Tanzania og Andesbjergene i Sydamerikas tropiske område. Den eneste sne, som findes på ækvator, ligger i 4.690 meters højde på sydskråningen af vulkanen Volcán Cayambe i Ecuador. Mange områder i Arktis og Antarktis får meget lidt nedbør (og snefald) trods den ofte stærke kulde, fordi luft under en vis temperatur mister evnen til at indeholde vanddamp. Disse steder smelter sneen ikke engang ved havets overflade.
Sne er varmeisolerende og bevarer jordoverfladens varme og beskytter afgrøder mod frost. Væsentligt snefald kan medføre sammenbrud af infrastrukturen selv i egne hvor det ofte optræder, og samfundet er forberedt på det. Forstyrrelserne kan bl.a. ramme trafikken, elektricitetsforsyningen, telefonlinjer og gasforsyning. I områder, der normalt har meget lidt sne, kan forstyrrelserne forekomme ved selv små snemængder.
Det største snefald i en årstid er målt på Mount Baker i staten Washington i USA i vinteren 1998–1999. Mount Baker fik 28,96 m og overgik den foregående rekordindehaver Mount Rainier, som i vinteren 1971–1972 fik 28,5 m sne.

## Geometri
Et snefnug har seks symmetriakser. Det afspejler den hexagonale krystalstruktur af almindelig is (kendt som is Ih) langs dennes 'basale' plan.
Der er to forklaringer på snefnugs symmetri.
Ifølge den første kan der være en form for kommunikation eller overførsel af information mellem fnuggets arme, så væksten i hver arm påvirker de andres vækst. Overfladespænding eller fononer er måder, der kunne påvirke kommunikationen.
Den anden forklaring – den fremherskende – er, at et snefnugs arme vokser uafhængigt af hinanden i omgivelser, som varierer hurtigt afhængigt af temperatur, fugtighed og andre atmosfæriske betingelser. Disse omgivelser er relativt homogene i den udvikling, som det enkelte snefug har, og fører derfor til, at armene vokser til en høj grad af visuel lighed, fordi de reagerer identisk på identiske betingelser. Tilsvarende fører forskelle i betingelserne for det enkelte snefnug til den manglende lighed mellem de forskellige fnug.
Påstanden om, at der ikke findes to snefnug, der er ens, er ikke nødvendigvis sand. Men det er ekstremt usandsynligt, at to forskellige genstande i universet har identisk molekylestruktur, selv om der ikke kendes videnskabelige love, som forhindrer det. Rent pragmatisk er det ikke usandsynligt, at et par snefnug ser ens ud, hvis deres omgivelser var ens, enten fordi de voksede i hinandens nærhed eller ved tilfældigheder. Det kan bemærkes, at det amerikanske American Meteorological Society har rapporteret opdagelsen af ens snekrystaller, men det var ikke snefnug i den almindelige betydning, men snarere hule, hexagonale prismer.

### Snefnug i elektronmikroskop
- Stereobillede af iskrystal

## Tæthed
Vandækvivalenten af et snelag udtrykker den mængde vand, laget indeholder, uafhængigt af snelagets tykkelse. Hvis den sne, der dækker et givet areal har en vandækvivalent på 20 cm, vil sneen kunne danne en sø med en dybde på 20 cm over det samme areal, når den smelter. Det er et nyttigere mål for hydrologer end sneens dybde, fordi tætheden af selv nyfalden sne varierer meget. Ny sne har ofte en tæthed på ca. 12% af vands, og selv under stærk frost vil den samme sne synke sammen under sin egen vægt indtil det er omkring 33% vand. Yderligere sne ovenpå vil presse det sammen endnu mere. Efter en lang vinter kan snetætheden ofte overstige 50% vand.

## Rekreative aktiviteter
Nogle former for rekreative aktiviteter som forudsætter sne:
- Vintersportsgrene som skiløb, snowboarding og at gå på snesko
- Kørsel med slæde, kælk, hundeslæde, bobslæde, snescooter og kane
- Bygge en snemand (eller 'snedame'), et sneslot og en snehule
- Udkæmpe sneboldkamp ved at kaste snebolde på hinanden eller kun på andre for at drille dem.
- Lave en sneengel.
- Kaste sne.

Hvis der mangler sne og temperaturen er lav nok, kan snekanoner bruges til at producere (kunstig) sne til aktiviteterne. Skibakken med snekanon og skilift på Slettegård i Østerlars er opført med støtte af EU.
Verdens største sneslot bygges hver vinter i Kemi i Finland, og der er isfestivaler flere steder i verden, bl.a Levi i Finland og Harbin i Kina.